# Чарльз Мур (ботанік)
Чарльз Мур (англ. Charles Moore, 10 травня 1820 — 30 квітня 1905) — британський і австралійський ботанік. Протягом 48 років (1848—1896) займав посаду директора Королівського ботанічного саду у Сіднеї.

## Біографія
Чарльз Мур народився 10 травня 1820 року у шотландському місті Данді, в сім'ї Чарльза M'юра і його дружини Хелен, уродженої Реттрей. Навчався в своєму рідному місті. 1838 року його старший брат Девід став директором Гласневінського ботанічного саду у Дубліні і сім'я вирішила перебратися до Ірландії, при цьому прізвище змінили з М'юр (англ. Muir) на Мур (англ. Moore). Чарльз продовжив освіту в Дубліні, пізніше став працювати ботаніком у Картографічній службі Ірландії.
Мур пройшов підготовку у Королівських ботанічних садах в К'ю і у Ріджентс-парку. За рекомендацією професорів Джона Ліндлі і Джона Стівенса Генслоу він був призначений урядовим ботаніком і директором Королівського ботанічного саду у Сіднеї.
Чарльз Мур прибув до Сіднея 14 січня 1848 року. Його прибуття викликало хвилю обурення в колонії, оскільки його призначення на посаду керівника ботанічного саду фактично зміщало з цієї посади Джона Карна Бідвілла, роком раніше призначеного директором адміністрацією колонії. Директором все ж став Мур, якому і було доручено відновити науковий характер ботанічного саду, не порушуючи його цінності для відпочинку.
Мур став активно збирати нові рослини для ботанічного саду, в тому числі і шляхом обміну з іншими ботанічними садами. 1850 року він привіз рослини з Нових Гебридських островів, Соломонових островів та Нової Каледонії.
Мур створив сад лікарський рослин і гербарій. Для збільшення інтересу до економічної ботаніки він заснував бібліотеку з лекційним залом, де до 1882 року його читав лекції студентам вищих навчальних закладів.
1857 року Мур відвідав Блакитні гори, а 1861 року — Річмонд і долину річки Кларенс, де збирав зразки деревини для Лондонської виставки 1862 року. Він продовжував покращувати сад, займаючись меліорацією земель і забезпечив подачу прісної води для поливу. 1864 року він повідомив керівництву колонії, що жодна з цінних деревних порід Нового Південного Уельсу не зможе рости у Великий Британії, але ці породи зможуть рости у Капській колонії.
1869 року він побував на острові Лорд-Хау, 1874 року взяв участь у ботанічному конгресі і міжнародній виставці садівництва у Флоренції.
Чальз Мур багато зробив для створення громадських парків в Сіднеї, в тому числі і найбільшого у місті Сентенніал-Парку, був членом комітету з модернізації Гайд-Парку 1878 року, а також одним із засновників національного парку. 1879 року став виборним попечителем Австралійського музею.
Він був членом Ліннеївського товариства, Королівського товариства садівництва і асоційованим членом Королівського ботанічного товариства у Лондоні.
Пішов у відставку з посади директора ботанічного саду 5 травня 1896 року. Помер 30 квітня 1905 року у Паддінгтоні, передмісті Сіднея.

## Види, названі на честь Чарльза Мура
- Cocculus moorei F.Muell. = Pericampylus incanus Miers;
- Streptothamnus moorei F.Muell.;
- Villaresia moorei F.Muell.;
- Eucryphia moorei F.Muell.;
- Rubus moorei F.Muell.;
- Aralia moorei F.Muell. = Heptapleurum venulosum Seem.;
- Eugenia moorei F.Muell.;
- Rendia moorei F.Muell.;
- Lactaria moorei F.Muell. = Ochrosia moorei F.Muell.;
- Piptocalyx moorei Oliv.;
- Pisoni mooriana F.Muell. = Pisoni Brunoniana Endl;
- Stenocarpus moorei F.Muell. = Stenocarpus salignus R.Br. var. Moorei;
- Actephila mooreana Baill.;
- Dendrobium moorei F.Muell.;
- Fagus moorei F.Muell.;
- Frenela moorei Parlat. = Frenela robusta A.Cunn. var. microcarpa;
- Alsophila moorei J.Sm.=?;
- Chloris moorei F.Muell. = Chloris acicularis, Lind.;
- Cyathea moorei Hook. et Bak. = Cyathea macarthurii F.Muell.
- Drymophila moorei Baker;
- Hemitelia moorei Baker;
- Hymenophyllum moorei Baker;
- Kentia mooreana F.Muell. = Clinostigma mooreanum F.Muell.;
- Rhipogonum Mooreanum, F.Muell. = Rhipogonum album R.Br.;
- Schoenum moorei Benth.;
- Todea moorei Baker;
- Sporochnus moorei Harv.

З них дев'ятнадцять видів були названі Фердинандом Мюллером